# Ricania sobrina
Ricania sobrina är en insektsart som beskrevs av Melichar 1899. Ricania sobrina ingår i släktet Ricania och familjen Ricaniidae. Inga underarter finns listade i Catalogue of Life.